# 엘레오노르 다키텐 여공작
엘레오노르 다키텐(영어: Eleanor of Aquitaine, 오크어: Alienòr d'Aquitània, 프랑스어: Aliénor d'Aquitaine, 1122년~1204년 4월 1일)은 아키텐의 여공작으로 프랑스 왕 루이 7세의 왕비였으나 이혼한후 잉글랜드 왕 헨리 2세의 왕비가 되었다. 헨리 2세의 아들 잉글랜드의 리처드 1세와 존왕의 모후이기도 하다. 12세기 낭만문학의 중심지 푸아티에 지방의 영향을 받아 음유시인과 문학자들의 후원자였고, 남프랑스의 화려하고 세련된 궁정 문화를 프랑스와 잉글랜드에 전파한 사람으로도 알려져있다.
엘레오노르는 아버지로부터 아키텐 공국과 푸아티에 백국의 광대한 영지를 15세에 계승했다. 아키텐 지방의 영주들의 충성서약에도 불구하고 훗날이 걱정된 기욤 10세는 영지를 지켜줄 유력한 사윗감으로 상위 주군인 프랑스 왕 루이 6세의 아들 루이 7세를 점찍고는 루이 6세를 후견인으로 지명했다. 아버지가 죽은 지 3개월 후 루이 7세와 결혼한 엘레오노르는 루이와 함께 파리로 이동하던 중 루이 6세의 죽음과 함께 프랑스의 왕비에 올랐다.
프랑스의 왕비 시절에 제2차 십자군에 참가했으나 그 원정은 가장 실패한 원정 중의 하나로 일컬어지는 결과로 끝났고, 이전부터 쌓여왔던 둘 간의 불화가 표면화되기에 이르렀다. 엘레오노르는 루이와의 결혼을 무효화하려고 했으나 교황 에우제니오 3세에게 거절당했다. 그러나 둘째딸 알릭스가 태어나자 더 이상 엘레오노르에게서 아들을 얻을 희망이 없다고 생각한 루이는 이혼에 합의한다. 1152년 3월 11일 10촌의 근친이라는 이유로 결혼이 무효화된다. 결혼 무효에도 불구하고 둘 사이의 딸들은 적녀로 인정받았고 양육권은 루이 7세에게 넘어간 반면에 결혼 전의 영지를 되돌려받기로 했다.
결혼 취소가 승인되자마자 엘레오노르는 앙주 백작이자 노르망디 공작이며 자신의 친척인 9세 연하의 헨리 플랜태저넷과 약혼했다. 엘레오노르의 결혼 취소가 된 지 8주만인 1152년 5월 18일 둘은 결혼했다. 1154년 10월 25일 헨리는 잉글랜드의 왕이 되었고, 엘레오노르는 왕비가 되었다. 이후 13년 동안 헨리와의 사이에서 5명의 아들과 2명의 딸을 낳았는데, 이중 아들 둘은 훗날 잉글랜드의 왕이 되었다. 그러나 헨리와 엘레오노르의 사이는 결국 파탄났고, 심지어는 아들 헨리가 헨리 2세에게 일으킨 반란을 지원하다 1173년부터 헨리 2세가 죽는 1189년까지 유폐되었다.
1189년 헨리 2세가 죽자 뒤를 이은 아들 리처드 1세가 곧 해방시켜주었고, 왕태후가 되자 아들이 제3차 십자군에 참전하면서 자리를 비우는 동안 섭정으로 통치했다. 리처드가 죽은 이후에도 막내 아들 존의 치세까지 살았다. 자식 중에서 오래 산 사람은 존과 딸 카스티야의 왕비 엘레아노르 밖에 없었다.

## 생애 초반
엘레오노르의 출생연도와 출생지는 사실 정확히 밝혀지지 않았지만, 13세기 후반에 편찬된 집안의 가계도를 살펴보면 1137년 봄 무렵에 13살이라는 기록이 나온다. 몇몇 연대기에서는 아키텐 지방의 영주들에게 14살 생일 때 충성서약을 받았던 것이 1136년이라는 기록이 있다. 이와 더불어 1204년에 사망했을 때 향년 82세였다라는 기록에 비추어봤을 때 1122년에 태어났다는 것이 좀 더 신빙성이 있어 보인다. 몇몇 자료에는 1120년으로 기록되어 있기도 하지만 부모가 결혼한 때가 1121년이라는 것이 확실하기 때문에 가능성이 없다. 출생지는 아마도 푸아티에궁이나, 보르도의 옹브리에르궁에서 태어났을 것이며, 아버지 아키텐 공작 기욤 10세가 즐겨 찾던 거처 중 하나인 보르도 근처의 블랭 성이 거론되기도 한다.
아버지 기욤 10세는 동시대 지역 중에 가장 화려하며 낭만문화의 중심이며 풍요롭고 광대한 영지의 제후였다. 엘레오노르의 어머니 에노르는 샤틀르로 자작 에므리 드 로슈푸코와 당제로사 드 릴 부샤르의 딸이었는데, 어머니 (엘레아노르의 외할머니) 당제로사는 시아버지 (엘레오노르의 할아버지) 아키텐 공작 기욤 9세의 오랜 정부였다. 기욤 10세와 에노르 사이에는 첫째 딸 엘레아노르와 둘째 딸 페트로닐라, 막내 남동생 기욤 에그레가 태어났다. 엘레오노르의 이름은 어머니의 이름 '에노르'에서 유래된 것인데, 어머니와 구별하기 위해 '다른'을 뜻하는 라틴어 alia- 를 붙인 alia-Aenor가 Aliénor 가 되었고, 북부 프랑스의 오일어로는 Eléanor, 영어로는 Eleanor가 되었다. 그러나 Eleanor라는 이름은 이전에도 다른 사람이 쓴 기록이 남아 있다. (아키텐의 엘레오노르보다 1세기 전의 사람인, 정복왕 윌리엄의 이모 노르망디의 엘레아노르)
여러 가지 자료를 종합해보면, 기욤 10세는 여자가 글을 읽고 쓰는 것을 탐탁치 않게 보던 당시의 아버지들과는 달리 딸에게 가능한 한 최고의 교육을 받을 수 있게 해줬다. 모국어 외에 라틴어를 읽고 쓸 수 있도록 배웠고, 음악과 문학에 조예가 깊었으며, 승마와 흰바다매를 이용한 사냥 등을 즐겼다. 활기 넘치는 외향적인 성격에 명민하고 세련되기까지 했던 굳은 의지의 소유자였다. 8살이 되던 1130년 3월, 어머니와 4살의 남동생 기욤 에그레가 라 로셸 북쪽, 푸아투 해안에 위치한 탈몽(Talmont)의 사냥 별장에서 나란히 죽게 되자, 엘레오노르는 아버지가 가진 작위를 계승할 추정상속인이 되었다. 아키텐 공국은 프랑스에서 가장 크고 부유한 영지로서, 푸아티에와 아키텐을 합치면 현대 프랑스의 거의 1/3 크기에 해당한다. 페트로닐라는 엘레오노르의 동생이므로 순위가 뒤로 밀렸고, 기욤 10세의 아들로 알려진 이복 형제 기욤과 조슬린은 서출이었기 때문에 후계자가 될 수 없었다.

## 상속

12세기의 프랑스와 아키텐 공작령

1137년 기욤 10세는 엘레오노르와 페트로닐라를 데리고 푸아티에를 출발해 보르도로 향했다. 보르도에 도착하자마자 그는 몇 안되는 충직한 봉신 중의 하나로 두 딸을 안심하고 맡길 수 있는 보르도 대주교 조프루아 드 로루에게 맡기고는 북서 스페인 콤포스텔라의 성 야고보 성지로 순례를 떠났다. 1137년 4월 9일 성 금요일에 콤포스텔라에 도착했으나 도중에 마신 오염된 물 때문에 병을 얻어 쓰러지고 말았다.
아버지가 죽음으로써 15살이었던 엘레오노르는 아키텐과 가스코뉴의 공작이자, 푸아티에의 백작이 되었다. 당시에는 여자 상속인의 작위를 노리고 보쌈을 하는 것도 흔하면서도 효과적인 수단 중의 하나였기 때문에, 임종을 앞둔 상황에서 이를 두려워 한 기욤은 유언을 남겨 후견인으로 자신보다 상위 군주인 프랑스의 왕 루이 6세를 지명하였다. 그리고 엘레오노르가 영지를 상속하되 영토는 절대 루이 왕에게 넘어가지 않고 독립을 유지해야 하며 오직 상속자에게만 상속되도록 조건을 달아놨다. 또한 그의 임종을 한 사람들에게 루이 왕과 보르도 대주교가 최대한 빨리 자신의 죽음을 알고 조치를 취하게 하고, 그때까지는 비밀을 지켜달라고 요구했다.
그 무렵, 이질로 고생하던 루이 6세 역시 위중한 상태였고 회복될 가망이 없어 보였다. 불어난 몸과 깊어진 병세 때문에 움직이기가 힘들었지만 정신은 또렷했던 루이 6세는 자신의 후계자가 될 아들 루이에 대한 걱정이 가득했다. 원래는 루이의 형인 필리프가 왕위를 계승하고 루이는 성직자의 길을 걷기로 했으나, 필리프가 예기치 못한 낙마 사고로 죽게 되자, 고결하고 여린 성격의 루이가 갑작스럽게 그 뒤를 잇게 되었기 때문이다. 하지만 봉신 중에 가장 막강한 권력으로 위협적이었던 기욤의 죽음과 더불어 프랑스에서 가장 광대한 영지를 획득할 기대가 그의 걱정을 덮었다. 비통한 마음으로 주군의 죽음과 유언을 전하는 아키텐의 전령들 앞에서는 짐짓 엄숙하고 침통한 표정으로 있었으나, 그들이 돌아가자마자 감출 수 없는 기쁨으로 생기가 다시 돌아온 것처럼 보일 정도였다.
루이 6세는 공작이 된 엘레오노르와 공작령에 대한 후견인이 되기보다는 자신의 아들과 결혼시키기로 마음먹었다. 기욤 10세의 유언에 따르면, 엘레오노르의 상속자만이 아키텐 영지를 물려받을 수 있으므로, 아들과 그녀 사이에 아들이 태어난다면 결국 자신의 가문이 아키텐을 흡수할 수 있게 되고, 그로 인해 영지와 힘이 막강해지게 될 것이기 때문이었다. 결심을 굳히자마자 곧바로 쉬제의 대수도원장을 결혼업무에 관한 책임자로 정하고, 무정부 상태가 되어 반항적인 봉신들로 인한 위험 때문에 아들을 500명의 기사가 호위하도록 했다. 쉬제 대수도원장, 샹파뉴 백작 테오발드 2세, 프랑스의 세네샬이며 베르망두아 백작 라울 1세에게는 아들의 고문역할을 맡겼다.

## 결혼

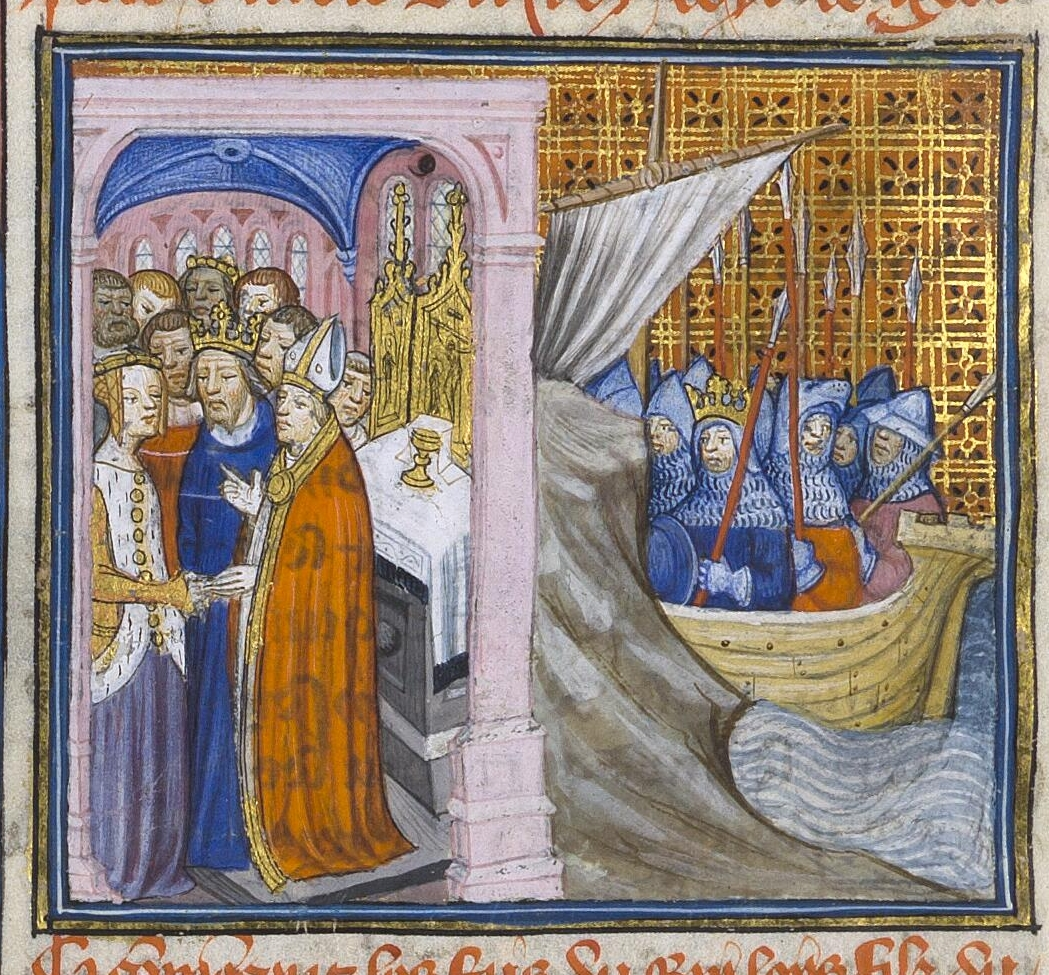
(왼쪽 부분) 14세기 무렵 그려진 루이 7세와 엘레오노르의 결혼식
(오른쪽 부분) 십자군 참전으로 떠나는 루이

1137년 7월 25일 보르도의 생 앙드레 대성당에서 보르도 대주교의 주례로 루이와 엘레오노르의 결혼이 치러졌다. 두 사람은 결혼 후 바로 아키텐 공국의 중심인 푸아티에에 입성했다. 하지만 둘이 결혼을 했더라도 기욤 10세의 유언 때문에 둘의 아들이 프랑스의 왕이 되어야만 프랑스 왕국과 아키텐 공국이 합병될 것이고, 그때까지는 여전히 아키텐은 독립적인 공국으로 남아 있기로 되어 있었다. 엘레오노르는 루이에게 결혼 기념 선물로 오늘날까지도 루브르 박물관에 전시되어 있는 크리스탈 꽃병을 선사했고, 루이는 이 선물을 당시에 흔히 그랬듯이 다시 교회에 봉헌했다. 이 꽃병은 엘레오노르에 관련한 것으로는 유일하게 현재까지 남아있는 유물이다.
루이가 푸아티에 백작과 아키텐 및 가스코뉴의 공작으로 있은 기간은 얼마되지 않는다. 왜냐하면 8월 7일에 아버지 루이 6세가 8월 1일에 지병으로 사망했다는 소식을 전해들었고, 곧바로 프랑스 국왕 루이 7세가 되었기 때문이다. 그해 크리스마스 때 둘은 기름부음을 받은 후에 대관식을 치렀다.
그러나 자존심 강하고 활발한 성격에다, 화려한 남부 프랑스의 궁중에서 살아온 엘레오노르는 당시의 여성관념과는 다소 다른 행동을 했기 때문에 프랑스 왕궁에 들어갈 때부터 시어머니인 모리엔느의 아들레드를 비롯한 북부 프랑스 지방 사람들과 사이가 좋지 못했다. 지각없는 옷차림과 상스러운 말투로 악명 높았던 경건왕 로베르 2세의 왕비 콩스탕스에 대한 기억마저 사람들에게 엘레오노르에 대한 편견으로 작용했다. 그녀의 행실은 늘 클레르보의 베르나르와 쉬제 대수도원장 같은 고위 성직자들에게 보기 흉하게 상스럽다는 비판을 받았다.
그러나 루이 7세는 아름다운 자신의 신부를 미칠듯이 사랑했기 때문에 그녀의 변덕스럽고 때론 황당하거나 짜증나게 하는 행동을 다 받아주었다. 그녀가 머무르게 될 거처인 시테 팔라스는 수수하고 차분했었지만, 남부의 호화로운 궁에 익숙했던 그녀를 위해 이듬해 겨울에 대대적인 공사에 들어갔다. 궁을 확장하고 세련되게 만들었으며 프랑스 왕궁에서는 못보던 벽난로와 굴뚝까지 설치되었다.

### 분쟁

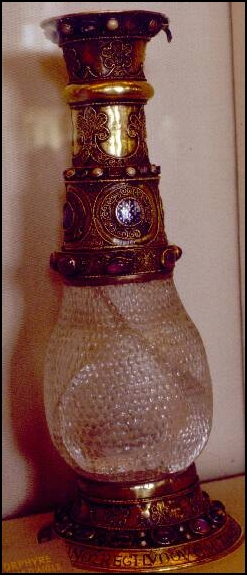
엘레오노르가 할아버지 아키텐의 기욤 9세에게 물려 받았다가 나중에 루이 7세와의 결혼 예물이 된 크리스탈 꽃병

루이가 엘레오노르와 결혼하러 갈 때 고문역할을 했던 샹파뉴 백작 테오발도 2세와 베르망두아 백작 라울 1세는 서로 처남매부지간으로 베르망두아 백작 라울 1세의 아내가 테오발도 2세의 누이인 블루아의 엘레아노르였다. 그런데 1141년 즈음 라울 1세가 엘레오노르의 여동생이며 35살 연하인 페트로닐라와 불륜 관계가 되었다. 라울은 왕비의 여동생이자 노르망디와 브루고뉴 지방의 넓은 영토를 지참금으로 가지고 올 그녀와의 결혼을 위해 이혼을 하려고 결심했지만, 테오발도는 이에 강하게 반발했다. 반면에 엘레오노르는 여동생이 정실 부인이 될 수 있게 해달라고 루이를 재촉했다.
한편 1141년 부르쥬 대주교가 공석이 되자, 성당참사회는 보르도 대교구 클뤼니파 성직자 피에르 들 라 샤트르를 후보로 세웠지만, 루이는 자신의 충성스러운 대법관 카르뒤크를 지명했다. 참사회는 루이의 지명을 거부하고 피에르를 선출했고, 피에르는 루이가 항의하기 전에 이미 로마에 도착해 적법한 절차에 따라 교황 인노첸시오 2세의 승인을 얻어 정식으로 부르쥬 대주교가 되었다. 루이는 참사회의 결정에 대단히 분노했고, 새로 선출된 대주교가 부르쥬로 들어가지 못하게 부르쥬의 출입문들을 봉쇄했다. 부르쥬에 들어가지 못한 대주교의 호소를 들은 교황은 예전에 엘레오노르의 아버지 기욤 10세가 교황의 조력자들을 푸아티에에서 쫓아낸 후 자신에게 충성스러운 성직자로 대체해버렸던 기억을 떠올렸다. 교황은 엘레오노르가 루이에게 이 사태를 충동하고 있다고 의심하여 그녀를 맹비난했다. 루이의 신하들에게는 왕이 어린애처럼 행동하고 있으며 더 이상 어리석은 학생처럼 행동하지 못하도록 잘 보필하며, 다른 사람이 왕실의 일에 개입하지 않도록 해야 한다고 훈계했다. 마음 여리고 신앙심이 깊었던 루이였지만 교황의 질책에 심한 모욕감을 느끼고는, 살아있는 동안에는 피에르가 절대 부르쥬 땅을 밟게 하지 않겠다고 성유물에 손을 얹고는 맹세했다. 분개한 교황은 파문을 내리겠다고 엄포를 놓았으나 루이는 이미 맹세를 했다면서 완강히 버텼다. 교황은 결국 프랑스 왕령에 성무금지령을 내리고 라울과 페트로닐라는 파문해버렸다. 테오발도는 루이의 뜻을 어기면서 피에르를 위한 은신처를 제공했다.
라울의 파문과 피에르에 대한 은신처 제공으로 루이는 테오발도를 응징하기로 결심했고 이 전쟁은 1142년 ~ 1144년까지 치러졌다. 전쟁 중에 루이는 테오발도 백작의 성이 있던 비트리 쉬르 마른을 직접 포위하여 공격했는데, 마을에 지른 불은 수천 명의 백성이 피신한 교회로 번졌고 모든 사람들이 불에 타죽는 참혹한 결과가 발생했다.
결국 샹파뉴 지방은 국왕의 군대에 의해 점령되었지만, 비트리에서의 학살을 직접 지휘하고 목격했던 루이는 예의 성격이 되살아나 공포와 죄책감에 전쟁을 지속할 수가 없게 되었다. 테오발도에게 라울과 페트로닐라의 파문을 풀기 위해 노력하면 군대를 철수하겠다고 제안하자 교황은 이를 받아들여 파문을 철회했다. 하지만 테오발도의 백작령이 회복되자 교황은 다시 라울에게 페트로닐라와 헤어지기를 종용했고, 라울이 거부하자 다시 파문해버렸다. 분노한 루이는 다시금 샹파뉴 지방을 유린하여 끔찍한 복수로 앙갚음했다.
1144년 6월, 루이와 엘레오노르는 신축된 생드니 대성당을 방문하였고, 그녀는 교황에게 큰 영향력을 미치는 클레르보의 베르나르와 만나 라울과 페트로닐라에게 내려진 파문을 풀어달라고 요청했다. 대신 샹파뉴에서 철군해 테오발도에게 백작령을 되돌려주고, 피에르를 부르쥬 대주교가 되는 것을 승인하도록 힘쓰겠다고 했다. 중세의 여성들과는 다른 뻔뻔스러울만큼 솔직한 그녀의 태도에 놀란 베르나르는, 그녀가 참회하지 않고 있음을 질책한 다음 더 이상 국사에 간여하지 말라고 꾸짖었다. 그의 꾸짖음에 엘레오노르는 울면서 자신의 행동을 용서해달라고 하며, 그동안 자식이 없기 때문에 그걸 달래기 위해 국사에 참견했다고 고백했다. 이에 동정심을 느낀 베르나르는 한결 부드러워진 목소리로 충고했다. 평화를 위해 노력하고, 루이가 교회와 다투지 않고 선행을 하도록 이끈다면 자신도 두 사람의 아이가 생기도록 축원하겠다고.
몇 주 후에 테오발도의 영지는 회복되었고, 피에르는 부르쥬 대주교로 인정되면서 평화가 찾아왔다. 그리고 1145년 4월 엘레아노르의 첫째 아이 마리가 태어났다.
하지만 루이는 여전히 비트리에서의 학살로 인한 죄책감으로 고통스러워했고, 이를 속죄하기 위해 성지순례에 대한 소망을 가지게 됐다. 하늘의 그의 소망을 들은 것처럼, 1145년 가을에 교황 에우제니오 3세가 자신이 주창한 제2차 십자군을 루이가 지휘해주기를 요청했고 루이는 그해 크리스마스에 십자군 참전을 결심했다.

### 제2차 십자군
1146년 부활절, 부르고뉴의 베젤레에 있는 성 마들렌 성당에 여러 신하들과 함께 십자군 참가에 대한 회의가 열렸다. 클레르보의 베르나르는 성지 회복과 십자군 원정의 당위에 대한 설교로 사람들을 십자군 참가로 이끌었고, 엘레오노르도 정식으로 함께 참가하기로 했다. 사실 그녀의 친척이자 안티오키아의 공작이었던 레몽은 그녀와 계속 연락을 주고받고 있는 사이였고, 이미 프랑스 왕에게 안티오키아 방어를 위해 도와달라고 요청을 해왔던 것이었다. 그녀는 십자군을 위해 자신의 궁중 시녀들과 300명의 비귀족 봉신들을 소집했다. 그녀는 왕의 부인이 아닌 봉건 제후의 자격으로 십자군에 참여할 것을 주장했다. 그녀와 시녀들이 아마조네스 차림으로 참가했다는 전설은 몇몇 역사학자들에게 논란을 불러일으켰고, 때로는 2차 십자군의 주축 중 하나인 독일왕 콘라트 3세가 시녀들을 훈련시켰다는 것과 혼동되기도 했다. 베르나르의 연설로 십자군 출발이 결정된 장소인 베젤레가 마리아 막달레나가 묻힌 곳일지도 모른다는 전설은 여성인 엘레오노르가 십자군에서 할 역할에 대한 기대를 드라마틱하게 돋보이게 했다.
하지만 2차 십자군의 성과는 역대 십자군 중에서 가장 형편없었다. 군대의 군기를 엄정히 하고 사기를 고양시키며 정보를 수집하고 논리적인 전술을 내리는 등의 군 지휘관으로서의 자질 중 어느 것 하나도 갖지 못한 심약한 지도자인 루이가 큰 이유였다.
동유럽에 도착하자 비잔티움 제국의 황제 마누엘 1세 콤네노스는 프랑스군이 위태로운 비잔티움 제국의 평화와 안전을 깨뜨릴까 두려워하는 바람에 그들의 행동을 제약하기는 했지만, 그래도 루이와 엘레오노르에 대한 대접은 후했다. 엘레오노르는 그리스의 역사학자 니케타스 코니아테스에 의해 아마조네스의 여왕 펜테실레이아에 비견되었고, 그녀가 입고 있는 대례복이 금색의 꽃잎 모양으로 장식된 것을 보고 chrysopous (황금의 발이라는 뜻)라는 별칭도 더해졌다고 기록했다. 루이와 엘레아노르는 비잔티움 성벽 바깥의 필라파티움 궁전에서 머물렀다.

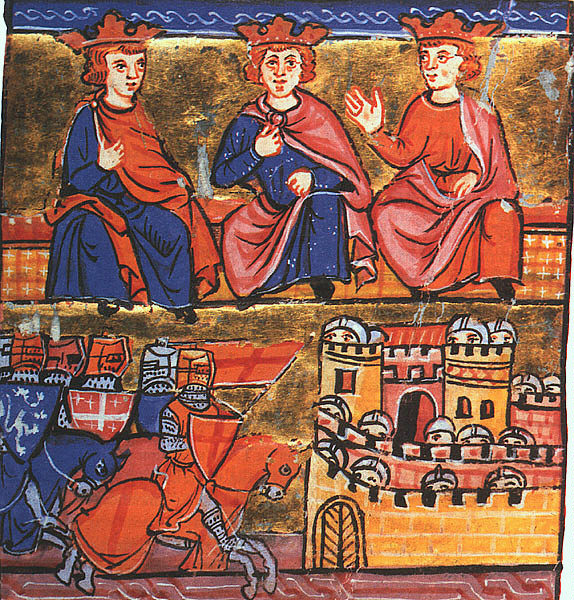
제2차 십자군 주역의 회의: 콘라트 3세, 엘레아노르의 남편 루이 7세, and 보두앵 3세

소아시아 지방에 들어가면서부터 십자군의 상황은 악화되기 시작했다. 비잔티움 황제는 혹시나 프랑스군이 계속 머물러 있을까 하는 우려 때문에 거짓 소식을 프랑스 군에게 전달해 그들이 안심하고 출발하도록 했다. 앞서 출발한 콘라트 3세의 군대가 셀주크 투르크의 군대를 대파했고, 보급도 잘 되고 있다는 비잔티움 황제의 전령에 루이 7세 내외는 낙관적인 전망을 하고 떠났다. 하지만 니케아 근처에서 낙오된 독일군과 함께 부상당한 콘라트를 만났고 실제로는 그들이 대패해서 일방적인 학살을 당했다는 사실을 알게 되었다. 남은 독일군과 함께 프랑스군은 안티오키아로 진군했으나 갈수록 전열은 흐트러지고 있었다. 그래도 크리스마스 이브에 에페소스 근처에서 투르크 군의 별동대의 매복공격을 반격해 모두 섬멸한 덕분에 기분이 들떠 있었다.
하지만 기상상황이 악화하면서 큰 피해가 발생했고, 루이는 지체없이 안티오키아로 진군하기 위해 프리기아의 산악지대를 가로질러 가기로 결심했다. 그러나 산악지대로 접어들기 시작하면서 이전에 학살당한 독일군들의 시체가 사방에 나뒹군 모습에 프랑스군 전체가 공포에 사로잡혔다.
카드무스 산을 가로지르기로 되어 있던 날에, 뒤에 있는 민간인 순례자와 짐마차들을 보호를 루이가 하고, 엘레오노르가 함께하는 선두는 아키텐의 봉신인 조프루아 드 랑송이 맡기로 했다. 짐을 가볍게 하고 앞서가 다음 산길 앞 고원에 야영지를 만들라는 명령을 받은 랑송은 막상 그곳에 도착하자 루이의 명령을 어기고, 루이의 숙부인 모리엔느 백작과 상의해 정상에서 더 나아간 곳에 야영하기로 결정했다.
랑송이 명령과 다르게 행동한 걸 모르는 군의 후위는 오후 중반쯤이 되자 목적지에 거의 도착한 것으로 생각하고 속도가 늦춰지기 시작했고, 이때문에 이미 정상에 도착한 선발대와 후위의 행렬은 둘로 나뉘게 되었다. 몇날 며칠 동안 그들을 몰래 뒤따라 오면서 기만전술을 폈던 투르크군은 이때를 틈타 뒤쳐진 행렬에 기습을 가했다. 지형 때문에 탈출도 힘들어진 프랑스 군은 투르크 군에 의해 대학살을 당하게 됐고, 많은 보급물자와 사람들이 계곡 밑으로 떨어져버렸다. 티르의 기욤은 이러한 참사가 쓸 데 없이 많은 짐 때문이었고, 이걸 가지고 온 엘레아노르에게 책임이 있다고 비난을 퍼부었다.
루이 7세는 거추장스러운 복장을 벗어던지고 병사로 변장해 주의를 피해 간신히 도망칠 수 있었다. 전하는 바에 따르면, 가파른 바위 중간 중간에, 마치 신이 보내준 것과 같은 나뭇가지와 뿌리들을 이용해 재빠르고 용감하게 올라갈 수 있었다고 한다.

### 십자군 실패와 루이 7세와의 갈등
이후 이 참사의 책임을 뒤집어 쓰고 희생양이 된 조프루아 드 랑송을 교수형에 처하자는 의견도 있었으나 루이가 이를 무시함으로써 무사할 수 있었다. 그가 엘레오노르의 봉신이였기 때문에 많은 사람들은 계획의 변경으로 인해 발생한 대참사는 결과적으로 그녀에게 책임이 있다고 생각했다. 그녀가 가져간 다량의 거추장스러운 짐, 아키텐 병사들은 전위에 있어서 전투에 별로 참여하지 않았던 사실 때문에 그녀에 대한 비난이 쏟아졌고 기독교 세계 전역에 그녀의 평판은 땅에 떨어졌다. 프랑스군은 여기에서 육로와 해로 두 방향으로 나뉘어 안티오키아로 진군했다. 육로 진군하던 대부분의 군사가 목적지에 도착했을 무렵 루이 7세와 엘레오노르 둘 사이에는 감정의 골이 깊게 패어있었다. 혹자는 그녀가 숙부인 안티오키아 공작 레몽과 친척 이상으로 가깝게 지내면서 루이가 둘 사이를 의심했기 때문이라고 한다. 하지만 레몽의 행동은 엘레오노르에 대한 루이의 애정을 이용해 군사적인 이익을 얻기 위한 면이 더 컸다. 십자군이 에데사 백작령의 관문인 알레포를 공략하고, 더 나아가 에데사가 재탈환함으로써 안티오키아가 더욱 안전해지기를 바랐다. 에데사를 확보하는 것은 교황이 십자군을 제창한 주 목적이기도 했고 군사적으로도 타당한 전략이었기 때문에 엘레오노르도 레몽의 의견에 동의했다. 그러나 레몽의 전략이 성지 보호보다는 엘레오노르 일가의 사적인 이익을 도모하는 불순한 의도가 있다고 의심한 루이는 에데사의 보호보다는 예루살렘으로의 순례가 더 중요하다고 공언했다. 레몽과 뜻을 같이 한 엘레오노르는 루이가 에데사를 공략하기 전까지는 안티오키아를 떠나지 않겠다고 했으나, 루이는 강제로 그녀를 예루살렘 행군에 데려갔다. 예루살렘 진군은 사막을 가로지르는 험난한 길이였고 병사들은 날이 갈수록 줄어들었다.
예루살렘에 도착할 무렵 엘레오노르는 두 번이나 루이에게 강요당한 것에 굴욕감을 느끼고 있었고, 루이는 남은 병사와 콘라트 3세, 보두앵 3세의 전력을 합해 다마스커스를 공격하기로 했다. 이슬람 교도들의 전력을 약화시키기보다는, 십자군 도시들과 거래를 하고 있는 중립도시 다마스커스를 약탈하는 것이 주목적이었기 때문에, 엘레오노르는 강력하게 반대하고 나섰다. 엘레오노르의 반대에도 불구하고 다마스커스 공략에 나선 십자군은 처참한 실패를 겪었고 지도부는 모두 예루살렘으로 퇴각한 후 로마와 파리로 귀국길에 올랐다.
지중해 동쪽에 있는 동안 엘레오노르는 훗날 해사법으로 발전하게 되는 바다의 관례들을 배웠다. 그녀는 이러한 관례들을 자신의 영지인 오를레앙에 1160년에 도입했고, 나중에 잉글랜드에도 도입했다. 또한 십자군 국가들의 무역항과 콘스탄티노플 간의 거래 관습들이 발전하는 데에도 중요한 역할을 했다.

### 이혼
십자군 전부터 이미 엘레오노르와 루이의 사이는 나빠지고 있었고, 십자군 기간 동안 에데사 백작령을 탈환하자는 엘레오노르와 예루살렘을 순례하고자 하는 루이의 의견충돌은 상황을 더욱 악화시켰다. 루이는 무력으로 엘레오노르를 억류하고 예루살렘으로 진군했지만, 두 사람의 세력 간에 분열이 발생하게 되면서 전력은 더 약화되었고, 안티오키아로 되돌아오는 중에 받은 이슬람 세력의 습격에 피해마저 입게 되었다.
이렇게 약화된 전력을 잘 추슬러 목표를 제대로 잡는 것이 필요했지만, 그들은 당대에 가장 큰 도시 중 하나였던 다마스커스를 공격하기로 결정했다. 부유한 도시의 약탈에 대한 욕심, 그리고 콘라트가 이끌고 온 독일군의 주장이 강했던 탓이었다. 그들의 공격은 실패로 끝나 예루살렘으로 패퇴했고, 결국 유럽으로 귀환하게 됐다. 그들이 귀환하는 동안 레몽은 에데사의 이슬람 군에게 패배하여 참수형에 처해졌다.
의견 대립으로 인해 엘레오노르 부부는 각자 다른 배를 타고 귀환 길에 올랐는데 5월에는 비잔틴 황제의 명령을 따른 군사들이 납치하려는 것을 간신히 피했으나 강풍으로 인해 엘레오노르의 배는 바버리 해안 쪽으로 밀려나 남편과 헤어지게 되었다. 두 달 넘게 소식이 끊겼던 엘레오노르의 배는 7월 중순 무렵에 시칠리아의 팔레르모에 나타났으며, 그제서야 엘레오노르는 비로소 자신과 남편 둘 다 죽은 걸로 알려졌다는 걸 알게 됐다. 엘레오노르는 루지에로 2세의 도움으로 안식처와 음식을 얻었지만, 루이는 여전히 실종상태였다. 이후 루이가 칼라브리아 주에 도착했다는 소식이 전해지자 엘레오노르는 남편을 만나기 위해 출발했다. 포텐차에서 레몽이 사망한 소식을 듣게 된 엘레오노르는 자신이 사랑하던 숙부, 레몽의 죽음으로 더는 참지 못하고 이혼을 결심했다. 원래는 마르세유를 경유해 프랑스로 돌아가려던 계획이었으나, 이혼을 위해 로마 북쪽의 튀스쿨룸에 머물고 있던 교황을 만나러 갔다. 그러나 교황 에우제니오 3세는 두 사람의 혼인이 가진 정통성을 역설하며 그에 반하는 어떤 조치도 있을 수 없다고 선포했다. 교황은 엘레오노르가 거절할 수 없는 상황을 만들어 루이와 잠자리를 다시 갖게 만들어 그들의 두 번째 아이가 임신되게 했다. 하지만 그 두 번째 아이도 대를 이을 아들이 아니라 딸이었다. 그 딸이 블루아 백작 부인 알릭스이다.
갈수록 커지는 불화와, 대를 이을 아들이 없는 것에 대한 위기감, 아키텐 영지의 가신들의 청원 등으로 둘의 결혼은 더 이상 지탱하기가 어려웠고, 마침내 1152년 3월 11일 보씨의 왕궁에서 만나 이혼에 합의했다.
3월 21일 4명의 대주교들은 교황의 동의 하에, 두 사람이 조상(로베르 2세)이 같은 근친이기 때문에 둘 사이의 결혼은 무효라는 판결을 내렸다. 루이 7세의 4대조가 로베르 2세였고, 엘레오노르는 할아버지 아키텐 공 윌리엄 9세가 로베르 2세의 외증손이었다. 아키텐 공 윌리엄 9세의 어머니 힐데가르트 드 부르고뉴가 부르고뉴 공 로베르 1세의 딸로, 로베르 2세의 손녀였다.
루이 7세 쪽이 9촌 아저씨뻘로 먼 친척이었고, 4촌 이상의 차이가 났으므로 당시 유럽 기독교 교리상 결혼에는 전혀 하자가 없었으나 형식적으로 근친이라는 판결을 내렸다. 다만 둘 사의 딸은 사생아가 아닌 적녀의 위치를 가지며, 둘의 양육권은 루이가 갖게 됐다. 대신에 엘레오노르 측의 대주교는 엘레오노르의 영지가 그녀에게 다시 반환됨을 확약받았다.

## 재혼

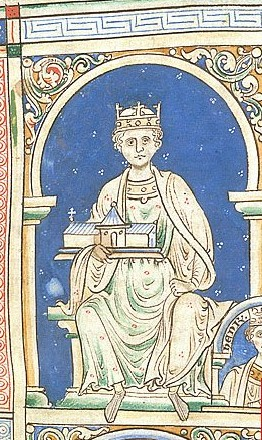
헨리 2세

이혼 후 홀로 푸아티에의 영지로 되돌아온 엘레오노르는 두 명의 영주에게 납치당할 위험에 처했다. 한 명은 샹파뉴 백작의 아들인 블루아 백작 테오발드 5세였고, 나머지 한 명은 노르망디 공작 앙리의 형제인 낭뜨 백작 조프루아였다. 엘레오노르를 납치해 강제로 결혼하여, 그녀의 영지를 빼앗고자 하는 것이 그들의 목적이었다. 이런 위험 때문에 그녀는 자신을 보호해 줄 강력한 남편이 필요했고, 그에 적합한 인물로 노르망디 공작이자 앙주 백작인 앙리를 선택하였다. 푸아티에에 도착하자마자 앙리에게 사절을 보내 즉시 자신의 곁으로 와 결혼식을 올리자는 내용을 전했다. 1152년 5월 18일 (성령 강림절), 그녀가 이혼한 지 8주밖에 되지 않은 시점에 거창한 예식은 생략한 채 바로 결혼서약을 했다.
사실 둘 간의 혈연적 관계는 (근친을 핑계로 이혼한) 루이와 그녀 사이의 관계만큼 가까웠기 때문에 결혼의 정통성 시비에 휘말릴 가능성이 컸다. 앙리와 엘레오노르는 3대를 거슬러 올라가면 부르고뉴 공작 로베르 1세의 아내였던 앙주의 에르망가르드에 연결되는 동시에, 둘 다 경건왕 로베르 2세의 후예인 근친 관계였다.
엘레오노르는 증조할머니 쪽으로 로베르 2세의 5대손이 된다. 헨리 2세의 외할아버지인 헨리 1세는 프랑스 왕 로베르 2세의 외증손이다. 외증조부인 윌리엄 2세는 플랑드르 백작 보두엥 5세의 딸 마틸다와 결혼했고, 마틸다의 어머니 아델라는 로베르 2세 경건왕의 딸이다. 따라서 헨리 2세 역시 외증조 할머니의 친정어머니를 통해 로베르 2세의 5대손이 된다.
실제로, 둘이 결혼하기 전에 엘레오노르와 루이의 딸인 마리와 앙리 간의 결혼 논의가 있었지만 위의 근친 관계 때문에 불가능하다고 판결이 난 적이 있었다. 또한 앙리의 아버지인 앙주 백작 조프루아 5세와 엘레아노르의 둘 관계가 한때 부적절한 관계였다는 루머가 돌기도 했었다. 이런 이유들 때문에 시비에 휘말릴 가능성이 높은 결혼이었지만 둘은 결혼을 강행했다.
앙리의 어머니 마틸다와의 오랜 왕위 계승전쟁을 벌였던 블루아의 스티븐이 사망하자, 앙리는 1154년 10월 25일 잉글랜드의 국왕에 올랐고, 엘레오노르는 1154년 12월 19일 캔터베리 대주교에 주관 하에 왕비의 대관식을 치렀다. 다만 1137년에 이미 기름부음을 받았던 엘레오노르는 이 대관식에서 따로 기름부음을 받지는 않았다.

이후 13년 동안 엘레오노르는 루이와의 결혼 때와는 달리 5명의 아들(기욤, 헨리, 리처드, 조프리, 존)을 낳았고, 3명의 딸(마틸다, 엘레아노르, 조앤)을 낳았다. 존 스피드가 1611년에 저술한 대 영국사에는 엘레오노르가 필립이라는 이름의 아이를 1158년에 낳았으나 4살 때 죽었기 때문에 나타나지 않았을 가능성에 대한 내용이 있다. 다만 그 근거가 현재로는 전해지지 않으며, 스피드의 저작 외에는 나타나지 않고 있다.
둘 사이의 결혼생활은 적어도 8명의 아이를 가질 만큼 좋았던 부분이 있는 반면에 다툼과 사건 사고 역시 끊이지 않았던 것으로 유명하다. 특히 헨리는 결코 아내에게 충실한 남편이지 않았으며, 소문난 바람둥이였다. 둘의 첫째 아들 기욤과 헨리의 사생아인 조프리의 생일은 한 달 차이밖에 나지 않았고, 그 외에도 헨리는 결혼생활 내내 외도로 인한 아이를 여럿 낳게 만들었다. 엘레오노르는 헨리의 외도에 대해 애증이 교차하는 반응을 보였다. 예를 들어 Ykenai 라는 이름의 매춘부에게서 낳은 헨리의 사생아 요크의 조프리는 헨리가 자신의 아이임을 인정하자 엘레오노르의 보호 아래 웨스터민스터에서 자라게 되었다.

### 결혼 직후
헨리가 왕위에 오른 후 막내 아들을 낳을 때까지는 많은 사건이 발생한 격동의 시기였다. 아키텐 지역은 엘레오노르의 남편으로서 행사하려는 지배권에 반기를 들었고, 툴루즈 영지에 대한 엘레오노르의 권리 주장은 실패로 돌아갔다. 아들 젊은 헨리가 루이 7세의 딸 마르그리트와 결혼한 뒤 얼마 안돼 루이 7세는 재혼을 했다. 그 많은 사건 중 가장 중요한 것은 헨리 2세와 캔터베리 대주교 토머스 베켓 간의 불화였다. 두 사람의 반목에 엘레오노르가 관여된 부분에 대해서는 알려진 바가 거의 없다. 1166년 후반에 둘 사이의 마지막 아이가 태어났지만, 그 무렵 헨리는 로사문드 클리포드와의 악명 높은 염문에 휩싸여 있었고, 엘레오노르와 헨리 둘 사이의 불편한 동거는 끝을 보이기 시작했다.
1167년 딸 마틸다를 작센 공작 하인리히에게 결혼시키기 위해 엘레오노르는 딸과 함께 잉글랜드에 남아있었고, 9월이 되자 마틸다는 노르망디로 출발했다. 이후 엘레오노르는 영국 내의 동산들을 모아 몇 개의 배로 나누어 12월에 아르장탕으로 보냈다. 크리스마스 무렵 헨리와의 별거에 합의한 듯한 엘레오노르는 크리스마스가 끝나자 마자 자신의 영지인 푸아티에로 떠났다. 헨리는 그녀를 막지 않고 오히려 군대를 보내 그녀를 호위했다. 이후 그 군사들로 뤼지냥 가의 반란을 진압했고, 그런 다음 사령관 패트릭 백작을 엘레오노르의 근위대로 남겨뒀다. 패트릭이 소규모 전투에서 사망하고, 납치된 어린 조카 윌리엄 마샬의 몸값 협상을 하고 있는 와중에도 여전히 그녀의 영지에 대한 통치력은 그대로 유지되었다.

### 푸아티에 사랑의 법정
엘레오노르가 남긴 문화적 영향력 중에서 가장 중요하지만 아직까지 아는 사람의 거의 없는 것들은 아마도 푸아티에에서 머물던 1168년 - 1173년 시기의 것들일 것이다. 헨리 2세는 엘레오노르를 푸아티에까지 전송해준 후에 자신의 업무를 보러 다른 곳을 돌아다니던 때인데, 최근까지도 역사학자들은 엘레오느르가 딸 샹파뉴 백작부인 마리와 함께 푸아티에에서 전설적인 '사랑의 법정'을 주재했다고 믿었다.
'사랑의 법정'은 마리의 트루아 궁에서 사제로 있던 안드레아 카펠라누스가 1174년 ~ 1196년 사이에 궁정예절에 대해 집필한 책에 나타나는 것으로, 서른 한 개의 조항으로 이루어진 '사랑의 법전'을 기초로 해서 엘레오노르와 마리, 나르본 백작 부인 에르망가르드 등이 주재한 법정으로 젊은 사내들이 궁정연애에 관한 문제를 들고 올 때 시시비비 판정을 내려주었다고 나온다.
앨리슨 위어는 이 얘기는 카펠라누스가 만들어낸 문학적 허구에 불과하다고 결론지었다. 트루바두들이 그 무렵에도 여전히 엘레오노르를 칭송하는 노래와 시를 짓고, 그녀도 여전히 그들을 궁으로 초대하여 후원한 건 사실이었지만, 카펠라누스가 얘기한 내용들의 전복성 혹은 급진성을 봤을 때 충분히 대중들에게 회자되었을 법하지만, 카펠라누스의 저서 외에는 나타나지 않기 때문이다.

### 반란과 구금
1173년 3월, 젊은 헨리가 반란을 일으켰다. 각자의 영지에서 자신들의 권력을 다져가던 형제들과 달리, 실권도 없이 허울 뿐인 공동 왕의 자리에 있는 것에 불만이 가득했던 헨리에게 헨리 2세의 적들이 충동질했기 때문에 일어난 반란이었다. 먼저 파리로 간 젊은 헨리는 프랑스 왕의 충고를 받아들여 아버지에 맞서기 위한 다방면의 교활한 계책을 꾸몄다. 비밀리에 동생 리처드와 조프리가 어머니와 함께 살고 있던 아키텐으로 간 헨리는, 어머니의 묵인 하에 동생들에게 자신의 반란에 가담하라고 설득했다. 다른 저술에서는 엘레오노르가 데리고 있던 두 아들을 그의 형에게 보내어 아버지 헨리 2세에 대항하라고 부추겼다고 한다. 아들들이 파리로 떠나자마자 남부 지방의 영주들에게 봉기할 것을 촉구하고, 반란 영주들을 지원했다.
3월 말에서 5월 초 사이에 엘레오노르는 푸아티에를 떠났으나 가는 도중에 공격을 받아 루앙에 있는 헨리 2세에게 압송되었다. 왕은 그녀를 공격했다는 사실을 공표하지 않았고, 그녀의 행방은 다음해까지 알려지지 않았다. 1174년 7월 8일, 프랑스 북서부의 바플레르에서 배를 타고 영국으로 건너갔고, 사우스햄튼에 도착하자 마자 윈체스터 성과 새럼 성 둘 중 한 군데에 유폐되었다.

### 유폐 (1173년–1189년)
이후 16년 동안 엘레오노르는 유폐된 채로 영국의 여러 군데를 옮겨 다녔다. 유폐 기간이 길어질수록 그녀가 유폐된 장소는 아들들과 점점 먼 곳으로 옮겨갔고, 그 중에서도 특히 그녀가 가장 아꼈던 리처드와는 쉽게 만나기 어려운 곳으로 옮겨졌다. 가끔 크리스마스와 같은 때에는 유폐에서 풀려나기도 했지만, 그럼에도 불구하고 아들들과 만날 기회가 자주 없었다. 슈루즈버리에서 약 4마일 정도 떨어져 있고, 호우먼드 애비와 가까운 곳에 "엘레오노르 왕비의 유폐지"라고 불리는 곳이 있는데, 삼각형 모양의 성의 유적지로 그녀가 감금된 곳 중의 하나로 여겨지는 곳이다.
그 와중에 헨리 2세는 자신과의 불륜으로 유명했던 정부 로사문드 클리포드를 1176년에 잃었다. 1166년에 그녀를 만났다가 엘레오노르와의 이혼을 생각하기 시작할 무렵인 1173년부터 불륜 관계를 시작했다. 이 악명 높은 불륜 관계에 대해 부정적이었던 수도원의 필경사들은 그녀의 이름을 라틴어로는 "Rosa Immundi (더러운 혹은 추잡스러운)" 혹은 영어로 "Rose of Unchastity (음란한, 행실이 나쁜)"로 기록했다. 헨리 2세에게는 많은 정부들이 있었지만 이전의 불륜 관계는 조용히 잘 처리했는데, 로사문드만은 대외에 알려지도록 했다. 아마도 그가 그렇게 한 것은 엘레오노르를 도발해서 그녀가 혼인 무효를 요구하길 원한 것으로 보이지만, 엘레오노르는 그에게 실망만 할 따름이었다. 그럼에도 불구하고 엘레오노르가 로사문드를 독살했다는 소문들은 끈질기게 나돌았는데, 이는 아마도 헨리 2세의 진영 측에서 부추긴 것으로 여겨진다. 헨리는 로사문드가 묻힌 Godstow 수녀원에 많은 돈을 기부했다.
1183년에 젊은 헨리가 자신의 유산을 넘겨달라면서 아버지에게 다시 한 번 반란을 일으켰다. 빚도 많이 지고 있고, 노르망디 지방의 획득에도 실패하자 리모주에서 아버지에게 기습을 가했다. 동생 조프리와 프랑스 왕 필리프 2세가 보낸 군대가 합류했으나 헨리 2세는 군대를 동원해 그를 포위한 후에 아들을 패주시켰다. 목적지도 없이 아키텐 지방을 방황하던 젊은 헨리는 이질에 걸려 1183년 6월 11일 죽었다. 죽어가면서 자신의 잘못에 대한 회한에 가득찼던 아들은, 아버지가 반지를 보내주자 어머니 엘레오노르를 풀어달라고 애원했다. 그리고 그의 동료들 또한 모두 헨리 2세에게 그녀를 석방해달라고 간청했다. 헨리 2세는 새럼 성에 갇혀있던 엘레오노르에게 웰스 부주교 토마스를 보내, 그들의 아들이 죽었다는 뉴스를 전하게 했다. 일설에 의하면 엘레오노르는 꿈을 통해 젊은 헨리의 죽음을 이미 예감하고 있었다고 한다.
프랑스 왕 필리프 2세가 자신의 누이이자 젊은 헨리의 미망인이었던 마르가레트가 노르망디 지역에 대한 소유권이 있다고 주장하고 나섰으나, 헨리 2세는 그곳은 엘레오노르의 것이었다가 젊은 헨리에게 넘어갔던 곳으로 아들이 죽음으로써 다시금 그녀에게 되돌아갔다고 주장했다. 자신의 주장을 뒷받침하기 위해서 헨리는 1183년 늦여름에 엘레오노르를 노르망디로 소환했고, 그녀는 6개월 동안 그곳에 머물렀다. 이때부터 그녀는 비록 감시를 받더라도 더 많은 자유를 얻게 됐고, 또 다른 기록에 따르면 헨리 2세 사후 이전에 이미 이 시점부터 그녀는 자유의 몸이었다라고 한다. 1184년 초반쯤에 그녀는 다시 잉글랜드로 되돌아갔다. 이후 몇 년 동안 엘레오노르는 종종 남편과 함께 여행하며 때때로 왕국의 행정에도 참여했지만 여전히 감시관리인이 따라 붙었고, 완전한 자유의 상태는 아니었다.

## 과부

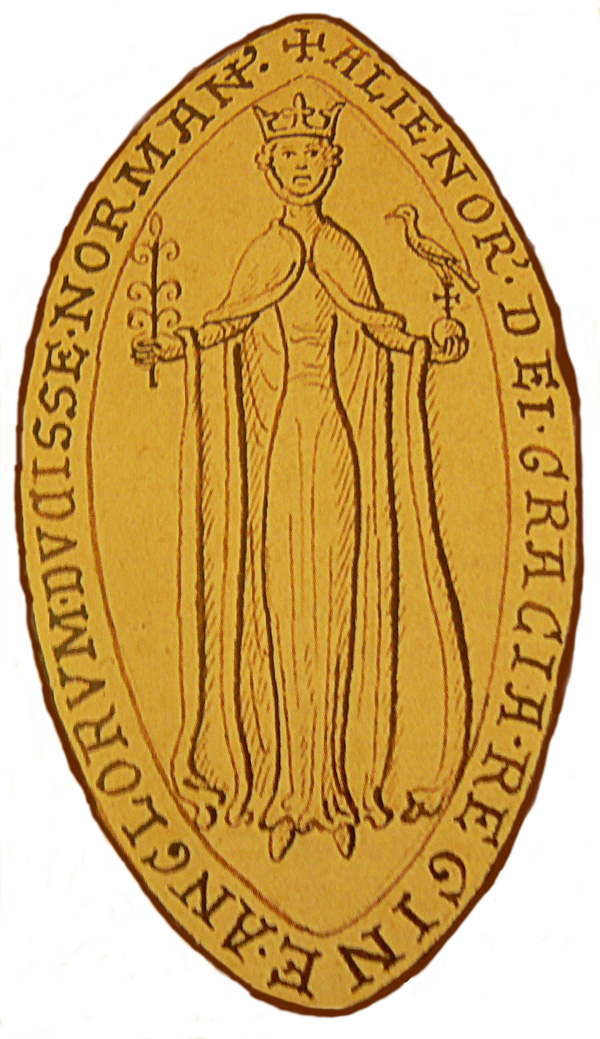
엘레오노르의 문장 앞면. 엘레오노르, 신의 은총으로, 잉글랜드의 왕비, 노르만의 공작부인이라고 쓰여져 있다. 전설에 다르면 뒷면에는 아키텐의 여공이자 앙주 백작부인이라고 쓰여져 있다고 한다.

1189년 7월 6일 헨리 2세가 사망하자, 리처드가 공인된 계승자로 왕위를 잇게 되었다. 그가 왕이 되자 마자 처음으로 한 일은 바로 윌리엄 마셜을 잉글랜드로 보내, 엘레오노르를 구금에서 풀라는 명과 리처드 자신이 정식으로 인수할 준비가 될 때까지 어머니에게 잉글랜드의 통치를 맡긴다는 내용의 편지를 전달하는 것이었다. 마셜이 엘레오노르를 만났을 때에는 리처드가 모후를 극진히 공경하며, 성정이 불같다는 걸 알고 있던 잉글랜드의 감시인이 이미 그녀를 석방한 뒤였다.
엘레오노르는 웨스터민스터로 달려 가서, 아들을 대신하여 영주들과 성직자들로부터 왕에 대한 충성서약을 받아냈다. 그녀는 아들의 이름으로 통치하였으되 문서에는 "신의 은총과 함께 잉글랜드의 여왕, 엘레오노르"라고 서명하면서 자신의 위치를 정확히 드러냈다. 1189년 8월 13일 리처드가 바플러에서 출항해 포츠머스에 도착하여 열광적인 환영을 받았다. 리처드가 제3차 십자군에 참전하느라 자리를 비웠을 때에도 엘레오노르가 섭정으로 통치하였다. 나중에 리처드가 구금되었을 때에는 그녀 자신이 신성로마제국 지역으로 건너가 몸값 협상을 진행하였다.
이후 리처드의 치세를 지나 막내 아들인 존의 치세까지 살아남아 아들들의 뒷바라지를 계속했다. 1199년, 필리프 2세와 존 왕 사이에 휴전이 기간 동안 필리프의 12살짜리 후계자 루이와 카스티야에 있는 존의 조카딸 중 한 명이 결혼하기로 협정이 맺어졌다. 존은 조카 중에서 루이의 신붓감을 택할 일을 어머니에게 위임하자 엘레아노르는 77세의 노구를 이끌고 푸아티에에서 출발해 카스티야로 떠났다. 푸아티에를 벗어나자 마자 뤼지냥의 휴 9세에게 습격을 당한 엘레오노르는 억류되고 말았다. 뤼지냥은 과거 휴 9세의 선조들이 헨리 2세에게 팔았던 영지로 휴 9세는 이 영지를 요구했다. 엘레오노르는 그의 요구를 들어주기로 약속한 뒤 풀려났으며 다시 남쪽으로 여행을 계속해 피레네 산맥을 넘어 나바르 왕국을 지나 1200년 1월 말이 되기 전에 카스티야에 도착했다.
사위 알폰소 8세와 엘레오노르의 딸인 카스티야의 엘레아노르에게 아직 결혼하지 않은 딸은 우라카와 블랑셰 이렇게 둘이 남아 있었고, 그녀는 이들 중 동생인 블랑셰를 신붓감으로 선택했다. 카스티야 궁전에서 2개월 간 더 머무르며 휴식을 취한 엘레오노르는 3월 말쯤에 손녀를 데리고 왔던 길을 되돌아 피레네 산맥을 넘었다. 보르도에 도착해서 부활절을 기념하는 동안 리처드 1세 휘하의 유명한 전사였던 메르카디에르가 문안을 찾아와 그녀와 손녀를 호위하기로 했다. 하지만 부활절 주간 이틀 째인 4월 10일에 존 휘하의 라이벌 용병 대장 브랑뎅의 중기병들에 의해 살해되었다. 이 참사로 노령의 엘레오노르에게는 감당하기 힘든 충격을 받아 노르망디쪽 길로는 여행할 수가 없었다. 루아르 계곡 쪽의 수월한 길로 달려간 뒤에 엘레오노르는 블랑셰를 보르도 대주교에게 맡기고 그에게 외손녀의 호위를 부탁했다. 기진맥진해진 엘레오노르는 근처의 퐁트브로로 가서 머무르며 안정을 취했으나 초여름 무렵에 자리에 눕고 말았다. 존은 그녀를 문병하러 퐁트브로까지 직접 찾아오기도 했다.

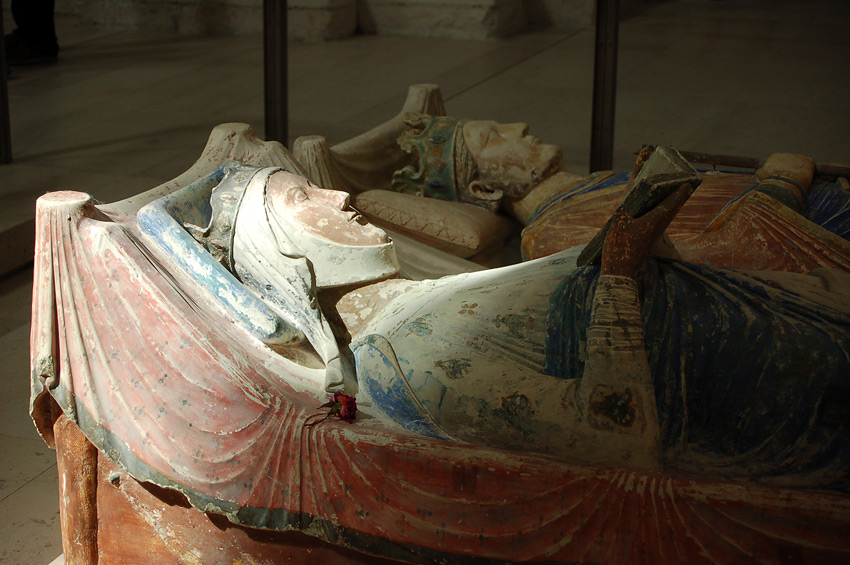
퐁트브로에 있는 엘레오노르와 헨리 2세 묘소의 조상

1201년 초반에 다시 건강이 나빠졌다. 존 왕과 필리프 2세가 다시금 전쟁을 벌이는 동안 엘레오노르는 존을 돕기로 천명하고 푸아티에의 수도로 쳐들어온 아더 1세를 막기 위해 퐁트브로를 출발했다. 아더 1세는 그녀의 손자로 조프리의 아들이었는데 이때는 숙부인 존의 적이었다. 아더가 미라보 성에 있던 그녀의 위치를 찾아내 포위에 들어갔고, 남쪽으로 진군하던 존은 이 소식을 듣자 마자 달려와 포위망을 부수고는 아더를 생포했다. 풀려난 엘레오노르는 퐁트브로로 되돌아가 수녀원으로 들어갔다.
1204년 엘레오노르가 죽을 무렵, 그녀 자식들 중에서 아직 살아있는 사람은 존과 카스티야의 엘레아노르 뿐이었다. 그녀는 남편 헨리 2세와 아들 리처드 1세가 묻힌 퐁트브로의 묘역에 나란히 안장되었다. 그녀의 묘소에 있는 조상은 성경책을 읽고 있는 모습이며, 훌륭한 보석들로 치장되어 있다.

## 외모
동시대의 사료들을 살펴볼 때, 비록 귀족 부인에 대한 과장된 칭찬과 연모가 주가 되는 기사문학 시절이기는 하지만, 확실히 엘레오노르의 미모에 대해 찬사를 바치는 얘기들은 진심으로 하는 얘기로 읽힌다. 젊었을 때에는 '아름답다는 말 그 이상의 아름다움'이라는 뜻의 perpulchra라는 칭송을 들었으며, 30살 무렵에는 유명한 트루바두르 중의 하나인 베르나르 드 벤타두르는 그녀를 가리켜 "우아하며, 사랑스러운 매력의 화신과도 같은 사람"이라고 하면서 "사랑스러운 눈동자와 고상한 용모"라고 격찬했다. 뉴버그의 윌리엄은 그녀의 인간적인 매력에 더 높은 평가를 했으며, 더바이저즈의 리처드는 그녀가 나이가 많았을 때에도 여전히 아름다웠다고 기술했다. 이후 13세기에 쓰여진 매튜 파리의 저서에서도 그녀의 아름다움은 감탄할 정도였다고 나온다.
그러나 정작 엘레오노르의 머리색이나 눈의 색과 같은 상세한 묘사가 하나도 남아 있지는 않다. 그녀의 무덤에 있는 조상을 보면 키가 크면서 체구도 상당한 갈색 피부의 여성으로 보이지만, 그 조상이 엘레오노르의 모습을 정확하게 나타낸 것인지는 알 수가 없다. 1152년의 문장에서는 마른 체형의 모습으로 그려져 있으나 지나치게 과장된 묘사로 보인다.

## 같이 보기
- 플랜태저넷가
- 앙주 제국
- 카페 왕조
- 카페 직계